# Marek Zúbek
Marek Zúbek (* 5. srpna 1975 Žilina) je bývalý český fotbalista a reprezentant, obránce nebo defenzivní záložník.
V roce 1996 zvítězil v české anketě Fotbalista roku v kategorii Talent roku.

## Fotbalová kariéra
S ligovým fotbalem začínal v Brně. Po půlročním působení v Belgii se do Brna vrátil. V roce 2004 hrál půl roku za FC Baník Ostrava. V roce 2005 přestoupil do Jihlavy a po roce do Zlína. Nyní hraje v nižších soutěžích v Rakousku. V české nejvyšší soutěži odehrál 359 utkání a dal 12 gólů. V reprezentaci odehrál v letech 1996 a 1997 3 utkání, v reprezentaci do 21 let nastoupil v letech 1994-1997 devětkrát a v reprezentaci do 18 let hrál v roce 1993 třikrát. V evropských pohárech odehrál 19 utkání. Působí jako trenér u mládeže. Na jaře 2012 po půl roce obnovil hráčskou činnost, pomáhal brněnskému Tatranu Bohunice v moravské Divizi D.

## Ligová bilance
| Ročník                          | Zápasy | Góly | Klub                  |
| ------------------------------- | ------ | ---- | --------------------- |
| 1. česká fotbalová liga 1993/94 | 8      | 0    | FC Boby Brno          |
| 1. česká fotbalová liga 1994/95 | 22     | 2    | FC Boby Brno          |
| 1. česká fotbalová liga 1995/96 | 17     | 1    | FC Boby Brno          |
| 1. česká fotbalová liga 1996/97 | 26     | 4    | FC Boby Brno          |
| 1. česká fotbalová liga 1997/98 | 22     | 0    | FC Boby Brno          |
| Gambrinus liga 1998/99          | 27     | 0    | FC Boby Brno          |
| Gambrinus liga 1999/00          | 28     | 0    | FC Stavo Artikel Brno |
| Gambrinus liga 2000/01          | 29     | 0    | FC Stavo Artikel Brno |
| Gambrinus liga 2001/02          | 27     | 0    | FC Stavo Artikel Brno |
| Gambrinus liga 2002/03          | 23     | 1    | 1. FC Brno            |
| Jupiler League 2002/03          | 5      | 0    | KFC Lommel            |
| Gambrinus liga 2003/04          | 26     | 0    | 1. FC Brno            |
| Gambrinus liga 2004/05          | 6      | 0    | 1. FC Brno            |
| Gambrinus liga 2004/05          | 12     | 1    | FC Baník Ostrava      |
| Gambrinus liga 2005/06          | 28     | 0    | FC Vysočina Jihlava   |
| Gambrinus liga 2006/07          | 15     | 1    | FC Tescoma Zlín       |
| Gambrinus liga 2007/08          | 27     | 2    | FC Tescoma Zlín       |
| Gambrinus liga 2008/09          | 16     | 0    | FC Tescoma Zlín       |
| CELKEM                          | 364    | 12   |                       |